# Jan Nepomuk Škroup
Jan Nepomuk Škroup (* 15. September 1811 in Wositz, Königgrätzer Kreis; † 5. Mai 1892 in Prag) war ein tschechischer Komponist.
Der Sohn von Josef Dominik Škroup und Bruder von František Škroup war seit 1838 Chormeister an der Kreuzherrenkirche in Prag, später Zweiter Kapellmeister am Ständetheater. 1845 wurde er Chordirektor am Veitsdom, 1846 Lehrer am Theologischen Seminar. 
Er komponierte mehrere Opern und kirchenmusikalische Werke, darunter einige Messen. Außerdem veröffentlichte er eine Gesangsschule.